# Fabrizio de Miranda
Fabrizio de Miranda (Napoli, 30 ottobre 1926 – Milano, 21 gennaio 2015) è stato un ingegnere italiano, autorevole progettista di ponti e strutture.
Ha contribuito al progresso della costruzione metallica in particolare nell'ambito delle strutture in sistema composto acciaio-calcestruzzo, dei ponti in acciaio e dei ponti strallati.
Ha progettato, nel campo delle infrastrutture, molte opere importanti e con caratteristiche innovative tra cui i primi viadotti in acciaio Coretta e Macinaie dell'Autostrada del Sole, la sopraelevata Aldo Moro a Genova, il viadotto Italia dell'Autostrada Salerno-Reggio Calabria, il viadotto e ponte all'Indiano a Firenze, i ponti Zárate Brazo Largo in Argentina e il ponte di Rande in Spagna.

## Biografia
Di famiglia di antica nobiltà spagnola, nasce a Napoli il 30 ottobre 1926 da Domenico, Ufficiale del Regio Esercito e Vera Padula, diplomata in pianoforte al Conservatorio e casalinga. Secondogenito di sette fratelli all'età di sei anni rimane orfano di padre. La mamma si risposerà successivamente con il medico Vincenzo Catalano e avrà gli ultimi due figli.
Nel periodo degli studi universitari si dedica con passione allo sport del nuoto e della pallanuoto divenendone un campione..
Si laurea all'Università degli Studi di Napoli Federico II l'8 luglio 1950 a pieni voti in Ingegneria civile (trasporti).
Negli anni 1950-1951 è interno nell'Istituto di Scienza delle costruzioni dell'Università di Napoli, applicandosi nella sperimentazione del Laboratorio Ufficiale Prove Materiali sotto la direzione del prof. Adriano Galli. Contemporaneamente è assistente alla cattedra di Meccanica applicata alle macchine del prof. Pericle Ferretti della stessa Università e ricercatore borsista del Consiglio Nazionale delle Ricerche all'Istituto motori (IM) di Napoli nel campo della Meccanica delle vibrazioni e della ricerca al servizio del Ministero della Difesa.
Nel febbraio 1952 sposa Maria Chiara Piciocchi che gli darà otto figli. Accoglie quindi una interessante proposta di lavoro nell'industria, e si trasferisce a Milano.
A Milano è alle dipendenze della Società Sarpom (Gruppo Fiat) e, successivamente, alle Officine Bossi, azienda di costruzioni metalliche del Gruppo Edison. Continua l'attività universitaria negli anni 1952-1955 come assistente alla cattedra di Costruzioni delle macchine del prof. Italo Bertolini al Politecnico di Milano. Nel contempo il suo campo di studio si sposta nell'ambito delle strutture in acciaio e dei ponti e così nel 1955, su indirizzo del prof. Bertolini, passa all'Istituto di Tecnica delle costruzioni dello stesso Politecnico, allora diretto dal Prof. Luigi Stabilini.
Nel 1957 è nominato Dirigente della Società Ilva (Gruppo Italsider) e dal 1959 diventa Direttore dell'Ufficio di progettazione della società Costruzioni Metalliche Finsider (Gruppo IRI), una delle principali società italiane del tempo nel campo della carpenteria metallica pesante. Direzione tecnica che mantiene fino al 1967 quando la sede della società si trasferisce da Milano a Livorno. In questo periodo, supportato da un numeroso gruppo di ingegneri e tecnici, ha modo di dirigere una notevole quantità di progetti, portati tutti alla realizzazione. Dal 1961 al 1966 ha frequenti rapporti di lavoro con la American Bridge Company (Gruppo United States Steel), una delle più grandi società di carpenteria metallica statunitensi operante nel campo dei ponti. Ha così modo di assimilare la scuola statunitense delle strutture in acciaio e dei ponti.
Negli anni cinquanta e sessanta, anche la scuola tedesca, indiscussa leader europea (e mondiale) dei ponti strallati, è fonte di interesse e di studio.
Nel 1965 consegue la libera docenza in Tecnica delle costruzioni.
Dal 1965 al 1996 insegna al Politecnico di Milano, inizialmente come professore incaricato e, dal 1981, come professore di ruolo associato confermato, tenendo corsi di Tecnica delle costruzioni alla Facoltà di Architettura e di Costruzioni in acciaio alla Facoltà di Ingegneria.
Dal 1965 al 1995 è stato ininterrottamente membro di alcune commissioni nazionali e internazionali per le norme tecniche (C.N.R.; Ministero dei lavori pubblici; Eurocodici). In particolare ha contribuito alle Normative CNR 10011/67 - CNR 10016/70 – e alle Norme tecniche annesse alla Legge 1086 del 5-11-1971.
Nel 1966 è tra i fondatori del Collegio dei tecnici dell'acciaio (CTA), unica associazione culturale dei tecnici del settore in Italia di cui è stato presidente nel biennio 1970-1972.
Nel 1968, in qualità di vicepresidente del CTA, organizza e dirige il primo corso italiano post laurea, di perfezionamento nella progettazione di strutture in acciaio.
Nel 1968 fonda a Milano uno Studio di Progettazione di ponti e strutture di cui è stato il titolare fino al 1991, e, da tale data diventa socio e presidente dell'omonimo studio (Studio de Miranda Associati) insieme al figlio Mario e a Elena Gnecchi Ruscone . I suoi primi collaboratori furono gli ingegneri Virginio Stevanato, Andrea Verde e Michele Mele, e gli architetti Cesare Gioni e Gianfranco Radrizzani, nonché i disegnatori Agamennone, Malvich e Croce.
Nel corso degli anni sessanta e settanta partecipa a diversi concorsi nazionali ed internazionali di progettazione di ponti risultando sempre il primo classificato. Tra essi spicca il primo premio ex aequo al Concorso Internazionale di idee per il ponte sullo stretto di Messina come progettista del Gruppo Lambertini.
Ha realizzato, in Italia e all'estero, oltre mille opere per un totale di circa 700.000 m² di impalcato da ponte, unitamente ad alcuni grandi progetti non realizzati. 
Nella sua lunga attività ha avuto intensi scambi culturali e professionali con numerose personalità di spicco dell'ingegneria civile tra cui, in particolare, Riccardo Morandi e Fritz Leonhardt..
Come strutturista ha progettato alcune importanti opere di architettura. Tra quelle realizzate insieme a Guido Canella e Michele Achilli si ricordano gli edifici polifunzionali di Cesano Boscone (MI) (1976-79), di Peschiera Borromeo (MI) e del quartiere Monte d'Ago Q3 di Passo Varano ad Ancona (1985-89). Con Vittoriano Viganò l'ampliamento della sede della Facoltà di Architettura del Politecnico di Milano (1984). Con Angelo Villa, Ludovico Tramontin ed Ermes Martinelli progetta le strutture del nuovo Padiglione fieristico di Pordenone (1997-98).
È autore di oltre cento pubblicazioni e detiene cinque brevetti di procedimenti statico-costruttivi. Nei decenni di insegnamento universitario, nonché attraverso i suoi libri, in particolare Strutture in acciaio per l'edilizia civile e industriale del 1970, Ponti a struttura d'acciaio del 1971 e Ponti strallati di grande luce del 1980, ha contribuito alla formazione in Italia di migliaia di ingegneri e architetti.
Muore nel gennaio 2015 a 88 anni.
Riposa nella tomba familiare al cimitero di Bruzzano, a Milano.

## Progettazione e ricerca
Nel percorso professionale di Fabrizio de Miranda progettazione e ricerca sono strettamente congiunte. I problemi emersi nell'attività professionale diventavano automaticamente i temi della ricerca e, una volta affrontati e risolti trovavano applicazione in soluzioni innovative. I suoi primi lavori scientifici sono nell'ambito della ingegneria meccanica (dinamica delle vibrazioni) maturati nel primo periodo di ricerca presso l'Università e l'Istituto Nazionale dei Motori di Napoli. Dal 1954 la sua ricerca si sposta nel settore delle strutture in acciaio e dei ponti e, in particolare, dei ponti in acciaio e dei ponti strallati.
In questi ambiti di ricerca i suoi studi trattano dei problemi di dinamica e stabilità, dei metodi di calcolo, della ottimizzazione degli schemi strutturali sulle grandi luci, della ricerca del peso strutturale minimo e dei procedimenti costruttivi ottimali.

### Ricerca delle soluzioni ottimali
La ricerca delle soluzioni ottimali è stata il tema costante di molte pubblicazioni. Lo testimoniano gli studi, condotti fin dal 1954 sulle travi inflesse in acciaio a parete piena; sulle travi reticolari in acciaio; sulle sezioni composte soggette a pressoflessione; sulle sezioni composte acciaio-calcestruzzo soggette a flessione; sul peso strutturale dei ponti strallati.
Più in generale tutta la sua ricerca progettuale è sempre stata tesa a trovare le soluzioni ottimali sotto il profilo tecnico, economico ed estetico come risulta dai numerosi concorsi e appalti-concorso vinti su suoi progetti..

### Connubio tra l'acciaio e il cemento armato
Una caratteristica saliente delle strutture di Fabrizio de Miranda è il connubio tra l'acciaio e il cemento armato. In una intervista alla rivista Costruzioni Metalliche egli diceva: "Presto ho valutato come la soluzione migliore nella impostazione tipologica strutturale, fosse l'integrazione dei due materiali acciaio e calcestruzzo, in modo da ottimizzare le prestazioni di entrambi". Oltre ai numerosi ponti in sistema composto acciaio-calcestruzzo, alcune opere particolarmente esemplari di questo positivo connubio tra acciaio e c.a. sono le strutture dell'ampliamento della Facoltà di Architettura di Milano, le strutture del Centro civico polifunzionale di Monte d'Ago (AN) dove si trovano nella stessa struttura elementi in acciaio, elementi in c.a. ordinario, travi composte acciaio-c.a, travi reticolari in acciaio; sicuramente degno di nota anche il progetto del ponte stradale e ferroviario sul fiume Adda tra Paderno (CO) e Calusco (BG) in cui un arco sottile in c.a. di grande luce (270 m) si associa ad una travata reticolare in acciaio.

### Ponti a struttura d'acciaio
Nel secondo Novecento Fabrizio de Miranda si è distinto decisamente nel campo dei Ponti a struttura d'acciaio che è stato il suo campo d'azione privilegiato dando un contributo significativo all'evoluzione dei criteri di progettazione, dei metodi di calcolo e dei procedimenti costruttivi. Nel suo libro Ponti a struttura d'acciaio, scritto nel 1970, si può rileggere il percorso di progettista e di ricercatore nei primi due decenni di attività in questo ambito. Dai primi ponti in sistema composto acciaio calcestruzzo fino ai grandi ponti strallati sui fiumi Paranà de Las Palmas e Paranà Guazù in Argentina. I contributi scientifico-tecnici più originali sono quelli relativi a diversi sistemi di presollecitazione mediante la sconnessione di vincoli interni alle travate nei ponti in sistema composto acciaio - calcestruzzo.

### Ponti strallati
Il problema delle grandi luci ha accompagnato tutto il percorso professionale di Fabrizio de Miranda fin dalla metà degli anni cinquanta.
Un notevole contributo è stato dato allo studio dei cosiddetti ponti strallati, termine che egli coniò per la prima volta nella memoria del 1971 dal titolo: il ponte strallato soluzione attuale del problema delle grandi luci.

Fabrizio de Miranda (secondo da sinistra) con Il Gruppo Lambertini nel 1972.

Lo studio di questa nuova tipologia di ponte iniziò negli anni dal 1967 al 1969 in occasione della ricerca di uno schema strutturale adatto a risolvere il problema dell'attraversamento stradale e ferroviario dello stretto di Messina. La ricerca condusse al progetto presentato al Concorso internazionale indetto dall'A. N.A.S. nel 1969 che conseguì uno dei sei primi premi ex aequo. Detto progetto innovava decisamente la concezione dei ponti strallati fino ad allora realizzati proponendo una nuova concezione di ponte strallato analizzato come una grande travatura reticolare con strallatura diffusa e schema a ventaglio. Adottando questa nuova concezione strutturale il progetto del Gruppo Lambertini riusciva a proporre una luce libera di 1300 m (il primato mondiale di luce libera dei ponti sospesi era detenuto dal ponte di Verrazzano con 1298 m, quello dei ponti strallati era di circa 300 m) e destò grande interesse a livello internazionale.
A partire dal 1970 i ponti strallati a comportamento reticolare a stralli ravvicinati (la cosiddetta seconda generazione dei ponti strallati) si diffusero rapidamente in tutto il mondo e rappresentano, oggi (2025), la tipologia più adottata per superare le grandi luci.
Due contributi teorici significativi furono presentati nel 1971 e nel 1973 rispettivamente al III e al IV Congresso C.T.A., le Giornate italiane della costruzione in acciaio, fornendo i criteri di progettazione, di calcolo e di verifica di questa nuova concezione di ponti strallati e offrendo un primo modello di calcolo, in forma chiusa, delle sollecitazioni flessionali nell'impalcato utilizzando lo schema della trave su suolo elastico continuo alla Winkler.
L'idea del modello continuo del ponte strallato, unitamente all'approfondimento del problema della rigidezza degli stralli, fu ripresa e perfezionata nel 1979 da un ulteriore contributo condotto insieme ai professori Grimaldi A, Maceri F. e Como M.
La ricerca sulle grandissime luci è continuata anche negli anni ottanta. In un convegno internazionale a Londra nel 1988 fu proposta un'evoluzione dello schema del ponte strallato per le grandissime luci per arrivare a superare i 2.000 m di luce.

### Creatività e innovazione
La ricerca progettuale ha visto realizzate in Italia e nel mondo moltissime opere con caratteristiche innovative. Eccone alcune:
- I primi ponti italiani in sistema composto acciaio calcestruzzo collaborante: il ponte sul fiume Chiese tra Boazzo e Bissina (Trento) (1955) ;[41]; i viadotti Coretta, Macinaie e Poggio Palina sull'Autostrada del Sole (1959)[42]; i cavalcavia autostradali in acciaio e c.a. sull'Autostrada A1 tra Roma e Capua e sull'Autostrada Firenze-Mare (1960)[43]; le strade sopraelevate a Milano e a Genova (1961-1964)[44][45];
- I primi ponti ferroviari italiani in acciaio in esecuzione saldata: i ponti ferroviari sulla linea Catania-Siracusa (1960)[46];
- I primi ponti ferroviari italiani realizzati in sistema composto acciaio-calcestruzzo collaborante: i ponti ferroviari presso gli stabilimenti Italsider di Novi Ligure, essi furono anche i primi ponti ferroviari ad usare giunzioni di forza mediante bulloni ad alta resistenza (ad attrito), in alternativa alle unioni chiodate a caldo (1963)[47];
- I primi ponti italiani in acciaio ad arco a spinta eliminata con schema Nielsen: il ponte in val di Schener (Trento), il ponte acquedotto sul torrente Ghisola (To), (1964-1966).[48]
- I primi viadotti italiani autostradali di acciaio in lastra ortotropa: il Viadotto Italia sul fiume Lao dell'Autostrada Salerno-Reggio Calabria (1968-1969).[49];
- Il primo viadotto italiano a travata continua su grandi luci (95 m) in sistema composto acciaio-calcestruzzo collaborante: il Viadotto Entella presso Chiavari (GE). Esso fu anche il primo ponte a struttura d'acciaio ad impiegare acciai ad alto limite elastico (acciaio T1) (1965-1966).[50];
- I primi ponti strallati nel mondo, stradali e ferroviari di grande luce: i Ponti Zárate Brazo Largo sui fiumi Paranà Guazù e Paranà de las Palmas in Argentina (luce centrale 330 m) (1969-1976)[51];
- Il primo ponte strallato nel mondo, stradale, in acciaio ancorato a terra di grande luce (luce centrale 206 m) con impalcato bi-cassone: il Ponte all'Indiano sull'Arno a Firenze (1968-1978)[52];
- Il primo ponte strallato nel mondo, autostradale a doppia carreggiata, a superare i 400 m di luce: il Ponte strallato sullo Stretto di Rande (1972-1977) .[53]
- Una delle prime applicazioni italiane dell'isolamento sismico negli edifici: Centro civico polifunzionale nel quartiere Monte d'Ago ad Ancona (cosiddetto "Panettone") (1987-1989)[54]

## Le tre mentalità
Nel 1990 Il Consiglio Nazionale delle Ricerche americano affidò al “Trasportation Research Board” una ricerca sull'estetica dei ponti nel mondo e invitò alcuni progettisti di ponti di vari paesi, tra cui Fabrizio de Miranda, a scrivere un saggio sul tema. “The three mentalities of successful bridge design” fu il titolo che venne dato, dai curatori dell'Opera, al saggio. Il testo rivela e riflette, indirettamente, quelle che sono le caratteristiche salienti dell'autore. Per ottenere un risultato positivo devono trovarsi simultaneamente presenti al tavolo di lavoro del progettista di ponti, anche se non tutte nella stessa persona, tre mentalità. Quella tecnico-scientifica per la parte statica, quella estetica per la parte architettonica e quella economica per gli aspetti costruttivi.
In Fabrizio de Miranda queste tre mentalità, unitamente ad una non comune creatività progettuale e a una straordinaria capacità di disegno a mano libera, si trovano tutte in grado elevato. Lo testimoniano i primi premi conseguiti nei numerosi concorsi di progettazione di ponti; le sue pubblicazioni scientifiche che rivelano la capacità di affrontare in modo originale anche problemi molto complessi; la sua rapida carriera direttiva maturata nel periodo di lavoro nell'industria che rivela, oltre alla capacità organizzativa anche la propensione alla ricerca delle soluzioni più economiche, fattore sempre determinante per l'acquisizione delle commesse; la sua consuetudine a lavorare con naturalezza insieme agli architetti dove le soluzioni tecniche si devono coniugare con gli aspetti architettonici rivela infine la sua profonda sensibilità ai valori estetici.
Le sue opere si distinguono immediatamente per la pulizia delle linee strutturali, per la chiarezza degli schemi statici, per la simmetria e l'armonia delle proporzioni, per la razionale scelta dei materiali resistenti, per la modernità che dura nel tempo e per la cura dei particolari costruttivi.

## Principali realizzazioni

### Ponti a travata
- 1955-1956 Ponte stradale sul fiume Chiese tra Boazzo e Bissina (Trento). Luci: (22 + 33 + 5) m. Primo ponte italiano in sistema composto acciaio-calcestruzzo.
- 1959–1960 Viadotto Coretta dell'Autostrada del Sole presso Citerna (Firenze), luci: (3 x 63,50 + 3 x 63,50) m. All'epoca della sua costruzione, oltre che essere il primo viadotto autostradale italiano in sistema composto acciaio-c.a., era anche uno dei più grandi ponti del mondo di questa tipologia.
- 1959–1960 Viadotto Macinaie dell'Autostrada del Sole presso Citerna (Firenze), luci: (7 x 50 + 5 x 53,50) m (in curva).
- 1959–1960 Viadotto Poggio Palina sull'Autostrada del Sole presso Citerna (Firenze), luci: (26 + 35 + 26) m.
- 1960-1961 Cavalcavia stradali tipo sull'Autostrada Firenze-Mare (n. 61 opere) e sulla Autostrada del Sole tra Roma e Capua. (n. 158 opere). Luci: (9 + 27 + 9) m.
- 1961-1963 Ponti autostradali sullo svincolo di Fiorenza a Milano (incrocio MI-VE, MI-TO, MI-Laghi): (n. 7 viadotti per un totale di 53 luci variabili da 25 a 35 m).
- 1963-1964 Ponte stradale e ferroviario tra i due stabilimenti ITALSIDER di Novi Ligure.
- 1963-1965 Sopraelevata Aldo Moro a Genova. Lunghezza: circa 5.000 m su luci variabili tra i 20 e i 30 m.
- 1965-1969 Ponte sul fiume Lao (Viadotto Italia) dell'Autostrada Salerno-Reggio Calabria. Luci: (7 x 45 + 125 + 175 + 125 + 8 x 45) m – Altezza delle pile 140 m. Altezza del piano stradale dal fiume Lao: 260 m. È uno dei primi ponti italiani a travata interamente metallica. Ha detenuto il primato del più alto viadotto stradale europeo nel periodo dal 1969 al 2004 ed italiano fino al 2017,[56] tuttora (2025) rimane uno dei maggiori nel mondo.
- 1967-1969 Cavalcavia stradali tipo sulle autostrade Bologna-Padova, Napoli-Bari, Rimini-Ancona, Pescara-Vasto. (3 luci da 10 + 27 + 10), (240 opere).
- 1968-1969 Viadotto sulla valle dell'Entella a Chiavari dell'Autostrada Genova-Sestri Levante. Luci: (63 + 95 + 95 + 95 + 95 + 95 + 63) m.
- 1969-1976 Viadotto sullo Scalo ferroviario San Lorenzo a Roma. Sviluppo 2.000 m. Luci variabili da 20 a 76 m.

### Ponti ad arco
- 1963-1964 Ponte acquedotto, schema Nielsen, sul Torrente Ghisola a Torino. Luce: 83.50 m. Primo ponte italiano, in acciaio, schema Nielsen.
- 1965-1966 Ponte stradale a via inferiore sul Torrente Noce in Val di Schener - Trave Nielsen. Luce: 62 m.
- 1969-1970 Ponte a via inferiore sul Torrente Natisone (Udine). Schema Nielsen. Luce: 62 m.
- 1970-1971 Ponte stradale a via inferiore alla Diga di Villarosa (Enna). Schema Langer. Luce: 90 m.

### Ponti strallati
- 1970-1976 Ponte strallato stradale e ferroviario sul fiume Paranà de Las Palmas del sistema ferrovial Zarate Brazo Largo in Argentina. Luci: (110 + 330 + 110) m.
- 1970-1976 Ponte strallato stradale e ferroviario sul fiume Paranà Guazù del sistema ferrovial Zarate Brazo Largo in Argentina. Luci: (110 + 330 + 110) m.
- 1972-1978 Ponte strallato sul fiume Arno a Firenze in località l'Indiano. Luce: 206 m e relativi viadotti di accesso per una lunghezza complessiva di 3.500 m.
- 1973-1977 Ponte strallato autostradale sullo stretto di Rande presso Vigo in Spagna. Luci: (148 + 400 + 148) m.

### Edilizia civile e industriale
- 1953-1955 Intervento strutturale Cassa di Risparmio di Udine (Arch. Gino Valle).
- 1959-1960 Strutture in acciaio degli stabilimenti della Lancia di Chivasso (TO).
- 1960-1961 Strutture in acciaio per i 19 Fabbricati delle Regioni nel centenario dell'Unità d'Italia a Torino.[57]
- 1961-1962 Strutture in acciaio del grattacielo uffici della Rai a Torino. Questa struttura è uno dei primi edifici alti in acciaio italiani.[58].
- 1961-1962 Strutture in acciaio per l'ampliamento della sede uffici del Genio Civile di Napoli (Ing. Giovanni Travaglini)[59]
- 1962-1963 Strutture in acciaio della Alfa Romeo di Arese (MI).
- 1964-1965 Strutture in acciaio della sede Rai a Roma.
- 1976-1979 Strutture della scuola secondaria polifunzionale "Monaca" a Cesano Boscone (MI) (Architetti Michele Achilli e Guido Canella).
- 1981-1982 Ristrutturazione statica della copertura di Montecitorio – Roma.
- 1983-1984 Strutture in acciaio della nuova sede della Facoltà di Architettura del Politecnico di Milano (Arch. Vittoriano Viganò).
- 1987-1989 Strutture del centro civico polifunzionale in località Monte d'Ago ad Ancona (Architetti Michele Achilli e Guido Canella).[60]
- 1992-1995 Restauro statico Palazzo Pitti (Fi).
- 1993-1994 Nuova Stazione della Ferrovia Trento-Malè a Trento.
- 1993-1995 Strutture in acciaio della Balconata del Centro Congressi FIAT - Lingotto (To) (Architetto Renzo Piano).
- 1997-1998 Strutture in acciaio del Padiglione centrale della Fiera di Pordenone (Architetti E. Villa, A. Martinelli e L. Tramontin).

## Brevetti di procedimenti statico-costruttivi
- Patent n. 12544 - Dic. 21, 1965 - Procedimento per la realizzazione di travi portanti con materiali aventi caratteristiche meccaniche differenziate e trave realizzata con detto procedimento
- Patent n. 14986 - Dic. 1965 - Metodo per presollecitare, mediante sconnessioni, strutture miste in acciaio - calcestruzzo armato collaborante
- Patent n. 29543 A/66 - Nov. 3, 1966 - Metodo per gettare solette in c.a. a sbalzo su travate metalliche di ponti, viadotti, cavalcavia e strade sopraelevate
- Patent n. 718792 - Nov. 2, 1966 - Sistema per la costruzione di cavalcavia stradali in elementi prefabbricati che sono rapidamente assemblati e disassemblati
- Patent n. 890464 - Ott. 7, 1969 - Ponte con impalcato sospeso a fasci di tiranti confluenti e ancorati alla sommità dei piloni - (sistema di irrigidimento mediante controstralli)-

## Scritti scelti

### Pubblicazioni su riviste
- Sulla determinazione delle velocità critiche attraverso il principio di Hamilton, in "La Ricerca" n. 3-4/1951.
- Sul calcolo delle vibrazioni torsionali attraverso la funzione di Green, in "Rivista d'Ingegneria" n. 11/1951.
- Instabilità dell'involucro cilindrico premuto dall'esterno, in "Costruzioni Metalliche" n. 3/1954.
- Sullo stato tensionale viscoso nei recipienti a parete sottile trasversalmente irrigiditi, in “Rivista d'Ingegneria" n. 8 - Agosto 1954.
- Il sistema misto acciaio-calcestruzzo nei ponti e nelle strutture degli edifici. Memoria presentata al I Convegno Nazionale della Costruzione Metallica: Milano, Museo nazionale della scienza e della tecnica, 11-14 novembre 1954 / Associazione fra i costruttori in acciaio italiani.
- Il ponte sistema Langer, in "Costruzioni Metalliche" n. 1/1955.
- Alcune considerazioni sulla sospensione ad elementi inclinati nel ponte ad arco a via inferiore e nei ponti sospesi, in "Acciaio e Costruzioni Metalliche" n. 4/1955.
- Vibrazioni libere antisimmetriche della trave Langer, in "Acciaio e Costruzioni Metalliche" n. 4/1956.
- In tema di ponti a travata sistema misto acciaio-calcestruzzo, in "Acciaio e Costruzioni Metalliche", n. 2/1956.
- L'acciaio nella costruzione dei ponti per le autostrade, in "Acciaio e Costruzioni Metalliche" n. 6/1956. Conferenza tenuta nella sala dell'Associazione Industriale Lombarda il 14 dicembre 1956 su iniziativa del Collegio degli Ingegneri di Milano con la collaborazione dell'ACAI.
- Instabilità flesso-torsionale nella trave reticolare con vincolo trasversale della briglia compressa in "Acciaio e Costruzioni Metalliche" n. 1/1958.
- Aspetti fondamentali della costruzione mista acciaio-calcestruzzo, in "Acciaio" n. 1/1960. Conferenza tenuta al Politecnico di Milano nel marzo 1958.
- Le distorsioni elastiche impresse nei ponti a travata continua in sistema misto acciaio-calcestruzzo in "Costruzioni Metalliche". Conferenza tenuta all'Università di Pisa il 30 aprile 1960.
- Comportamento statico sotto azioni torcenti di ponti a travata in sistema misto acciaio-calcestruzzo, in "Costruzioni Metalliche" n. 4/1961. Conferenza tenuta all'Università di Pisa il 14 aprile 1961.
- Aspetti evolutivi della costruzione di ponti in sistema misto acciaio-calcestruzzo, ill., (21 p.), UISAA (Ufficio Italiano Sviluppo Applicazioni Acciaio), Milano 1962.
- Questioni centrali sul problema delle grandi luci e sul processo evolutivo del ponte metallico, in "Costruzioni Metalliche" n. 6/1963. Dalle lezioni tenute dall'Autore al "Corso di Cultura sulle Costruzioni in Acciaio - 1963" presso il Politecnico di Milano.
- Problemi attuali nella costruzione dei ponti in acciaio nel campo delle piccole, delle medie e delle grandi luci, in "Bollettino Ingegneri", Firenze, febbraio-marzo 1964. Conferenza tenuta nella sede del Collegio Ingegneri della Provincia di Firenze il 15 gennaio 1964.
- Progetti e realizzazioni italiane dei moderni ponti in acciaio, in "Costruzioni Metalliche" n. 6/1964. Conferenza tenuta al Politecnico di Milano con successiva discussione e interventi dei proff. L. Finzi, L. Stabilini, e degli ingegneri M. Locatelli, Magenta, Berardi, Danieli, Lagasse.
- Presollecitazione mediante sconnessioni di strutture miste in acciaio-calcestruzzo collaborante, In "Costruzioni Metalliche" n. 5/1966. Memoria presentata alla II International Conference on prestressed metal structures, 27-29 settembre 1966, Tàle, Cecoslovacchia. Questa pubblicazione vinse il Premio Virgilio Affer per la miglior pubblicazione dell'anno di Tecnica delle costruzioni.
- Strada sopraelevata a Genova in “Casabella”, n. 308, agosto 1966, pp. 52/61, Milano 1966
- Studio sui collegamenti bullonati nelle strutture in carpenteria tubolare, In "Costruzioni Metalliche" n. 2 e n. 6/1967.
- Orientamenti attuali nella progettazione dei ponti in acciaio realizzati con materiali di caratteristiche di resistenza differenziate, In "Costruzioni Metalliche" n. 5/1967.
- Strutture a sbalzo di grande portata nella costruzione di ponti a travata in acciaio e soletta in c.a. precompresso collaborante, in "Costruzione Metalliche" n. 4/1969. (Coautore Michele Mele)
- Il ponte strallato soluzione attuale del problema delle grandi luci, In "Costruzioni Metalliche" n. 1/1971. Conferenza tenuta al Collegio dei tecnici dell'acciaio (C.T.A.) presso la F.A.S.T. (Federazione delle associazioni scientifiche e tecniche) di Milano il 3.03.1971 e al Centro Costruzioni Metalliche dell'Università di Pisa il 22.04.1971. Questa pubblicazione è stata poi tradotta in cirillico dall'Accademia russa delle scienze di San Pietroburgo.
- Travate da ponte presollecitate in acciaio e c.a. collaborante, In "Costruzioni Metalliche" n. 3/1972. (Coautore Michele Mele)
- Su alcuni fondamentali criteri di progettazione di travate da ponte a cassone in lamiera irrigidita, in Costruzioni Metalliche n. 6/1972 e n. 1/1973. (Coautore Michele Mele)
- Contributo allo studio dei ponti strallati, in Costruzioni Metalliche n. 3/1974.
- Sulla fattibilità del ponte per l'attraversamento stradale e ferroviario dello Stretto di Messina, In "Costruzioni Metalliche" n. 5/1983.
- Contributo all'applicazione del "base isolation" nel progetto di strutture in c.a. di edifici multipiano in zona sismica, Rivista "Ingegneria Sismica" n. 3/1986. (Coautore Attilio Carotti)
- Design - Long Span Bridges, International Symposium on steel bridges. London, 24-25 marzo 1988. In "Costruzioni Metalliche" n. 4/1988.
- Potenzialità intrinseche e criteri di progettazione dei moderni ponti a struttura d'acciaio, in 1° Seminario ENSIDESA "New attitudes on constructions with steel", Madrid 4-5 maggio 1988.
- Aspetti attuali della evoluzione dei ponti a struttura d'acciaio, in "Costruzioni Metalliche" n. 4/1990.
- La concezione strutturale delle grandi opere di attraversamento, in "Rivista Italiana della saldatura" n. 5/2004 e in Costruzioni Metalliche n. 3/2004.

### Libri e monografie
- Strutture in acciaio e particolari costruttivi, Monografia UISAA (Ufficio Italiano Sviluppo Applicazioni Acciaio), ill., Milano, 1968, 1970². Questa pubblicazione ebbe un'ampia accoglienza nella comunità dei progettisti di strutture in acciaio. (A cura di)
- Monografia relativa al Concorso internazionale di idee per un attraversamento stabile stradale e ferroviario fra la Sicilia e il Continente bandito dal Ministero L.L.P.P. - Az. Naz. Autonoma Strade, Roma 1969. Gruppo Lambertini (Lambertini G., Ceradini G., De Miranda F., Leonhardt F., Lotti C., Pandolfi C.)
- Ponti a struttura d'acciaio, ill., Tav., (321 p.) Edit. CISIA (Milano), vol. VII, Collana Italsider, Genova 1971.
- Strutture in acciaio per l'edilizia civile e industriale, ill., (122 p.) ), Collana Italsider, Genova 1970, poi ripubblicato da CISIA (Milano) 1971. (Coautore Dario Danieli)
- I Ponti strallati di grande luce, fondamenti teorici, analisi strutturale, criteri di progettazione, tecniche di costruzione, 5 esempi di realizzazioni, ill., (280 p.) Ed. Cremonese - Roma 1980 (Zanichelli, BO).
- Attraversamento stabile viario e ferroviario dello Stretto di Messina: Linee generali della soluzione con un ponte strallato a tre campate/ (Aggiornamento della soluzione presentata al Concorso Internazionale di Idee del 1969). Roma: Lotti, 1982. (Gruppo Lambertini)
- Ponti ferroviari a struttura di acciaio. Moderne tipologie strutturali, Ilva, Genova, 1989. (Coautore Luca Strata)

### Contributi in opere collettive
- Strutture in acciaio e particolari costruttivi, Monografia UISAA (Ufficio Italiano Sviluppo Applicazioni Acciaio), ill., Milano, 1968, 1970². Questa monografia è stata ristampata in edizione rivista a cura della CISIA negli anni settanta e ottanta. (A cura di),
- Alcuni fondamentali problemi di progettazione dei ponti in acciaio in L'acciaio nelle costruzioni moderne, a cura di Michele Salvati, pp. 145–157, Ed. Dedalo Libri, Bari 1971.
- VOCE Ponti a struttura d'acciaio in Manuale di Ingegneria Civile (1981, prima edizione), volume secondo, cap. VI, (1991, seconda edizione), pp. 1221–1245, Ed. Zanichelli/ESAC, Roma 1991.
- Evoluzione delle tecnologie costruttive delle grandi opere sul territorio, In "Costruire in Lombardia - rete e infrastrutture territoriali" a cura di O. Selvafolta e A. Castellano, ELECTA, Milano 1984.
- Il Ponte di Paderno 1889 - 1980, in "Costruire in Lombardia - rete e infrastrutture territoriali" a cura di O. Selvafolta e A. Castellano, ELECTA, Milano 1984.
- The three Mentalities of Successful Bridge Design, in Bridge Aestetics around the world, Ed. Transportation Research Board - National Research Council, Washington, D.C., U.S.A., 1991.
- Some basic problems in the design of long span cable stayed bridges, in Problemi avanzati nella costruzione dei ponti, a cura di G. Creazza e M. Mele, Collana di Ingegneria Strutturale n.7, pp. 91–120, Ed. CISM (International Centre for Mechanical Sciences), Udine 1991. ISBN 88-85137-06-7.
- Lezioni di costruzioni in acciaio per allievi ingegneri e architetti / compendio a cura di Fabrizio De Miranda con la collaborazione di Luca Strata. - Milano : CISIA, [1991], 300 p. : ill. ; 30 cm.
- VOCE ponte, in Enciclopedia Italiana di scienze, lettere ed arti - 1979-1992 - V appendice, Istituto della Enciclopedia Italiana fondata da Giovanni Treccani, Roma 1994.
- Le strutture degli edifici ad alto contenuto tecnologico, in "Milano ricostruisce 1945-1954", Ed. CARIPLO, Milano 1990. (Coautore Luca Strata)
- VOCE Ponti a struttura d'acciaio in Manuale di Ingegneria Civile Diretto da Filippo Rossi e Franco Salvi, vol. 2°, cap. VI, pp. P121-P186, Ed. Zanichelli/ESAC, Roma 2001 (terza edizione). (Coautore Mario de Miranda)
- I procedimenti costruttivi, cap. V in Ingegneria delle Strutture volume primo, Basi della progettazione, a cura di Elio Giangreco, pp. 305–366, Ed. UTET, Torino 2002. (Coautore Mario de Miranda)

## Riconoscimenti

### Concorsi di progettazione
Primi premi nei seguenti Concorsi:
- 1960 – Concorso Nazionale per i Cavalcavia delle autostrade IRI (con arch. C. Costantini).
- 1962 - Concorso Nazionale di progettazione del ponte Risorgimento sul fiume Adige a Verona (con arch. C. Costantini).
- 1963 - Concorso Nazionale per i sovrappassi stradali del canale navigabile Milano - Cremona – Po (con ing. E. Pitto).
- 1964 – Concorso Nazionale per il viadotto sul torrente Lao dell'Autostrada Salerno-Reggio Calabria (con ing. Carlo Cestelli Guidi e ing. Carmelo Pellegrino Gallo).
- 1966 - Concorso Nazionale per il Viadotto dell'Autostrada Genova-Sestri Levante sul torrente Entella (con ing. L. De Lalla).
- 1968 – Concorso Nazionale per il Ponte all'Indiano sul fiume Arno a Firenze (con arch. Adriano Montemagni e arch. Paolo Sica).
- 1970 - Concorso Internazionale di idee per l'attraversamento stabile dello Stretto di Messina (con gli ingegneri G. Lambertini, G. Ceradini, F. Leonhardt, C. Lotti, C. Pandolfi - primo premio ex aequo)[61]
- 1979 – Concorso Nazionale per il Ponte stradale e ferroviario (doppio binario) sul fiume Adda tra Paderno (CO) e Calusco (BG) (con gli architetti A. Acuto, M. Achilli, G. Canella)[62].
- 1983 – Concorso Nazionale per il nuovo edificio comunale di Avellino (con gli architetti G. Canella e M. Achilli)
- 1996 - Concorso Nazionale per il Padiglione centrale della Fiera di Pordenone (con gli architetti Angelo Villa, Lodovico Tramontin ed Ermes Martinelli).

### Premi
- 1966 - Premio Virgilio Affer 1966 per la miglior pubblicazione dell'anno di Tecnica delle costruzioni per la memoria Presollecitazione mediante sconnessioni di strutture miste in acciaio-calcestruzzo collaborante, in "Costruzioni Metalliche" n. 5/1966.
- 1978 - Premio Europeo ECCS-CECM-EKS (Convenzione Europea della Costruzione Metallica) ad Helsinki (FIN) per il Ponte all'Indiano sul fiume Arno a Firenze.
- 1979 - Premio Europeo ECCS-CECM-EKS a Montreux (CH) per il Ponte di Rande in Spagna.
- 1979 - Premio SERCOMETAL 1979 a las Costrucciones màs destacadas per il Ponte di Rande dalla Asociacion Nacional de Construcciones Metàlicas y de Caldareria SERCOMETAL (Spagna). 19 febbraio 1979.
- 1993 - Premio ACAI 1993 per il miglior articolo tecnico descrittivo pubblicato sulla rivista "Costruzioni Metalliche" nell'anno per la memoria Un particolare intervento strutturale per la potenzialità del traffico della sopraelevata urbana a grandi luci sullo scalo ferroviario San Lorenzo a Roma, in "Costruzioni Metalliche" n. 1/1993, (insieme al Dr. Arch. Luca Strata) - 19 aprile 1994.

### Onorificenze
- 1962 - Nominato Cavaliere dal Presidente della Repubblica in qualità di capo dell'Ordine al Merito della Repubblica Italiana il 2 giugno 1962.
- 1966 - Nominato Ufficiale dal Presidente della Repubblica in qualità di capo dell'Ordine al Merito della Repubblica Italiana il 2 giugno 1966.
- 1971 - Nominato Accademico corrispondente dalla Accademia Tiberina, Istituto di Cultura Universitaria e di Studi Superiori il 12 luglio 1971.
- 1991 - Gran Croce al Merito per l'Ingegneria dalla Accademia Internazionale per le Scienze Economiche e Sociali - 22 febbraio 1991.
- 2010 - Iscritto all'Albo onorario dell'Ordine degli Ingegneri della Provincia di Potenza il 20 novembre 2010.

## Galleria d'immagini

Viadotto sul rio Coretta nel tratto appenninico dell'Autostrada del Sole (1959)
Cavalcavia sul tratto Firenze-Incisa dell'autostrada del Sole (1960-1961)
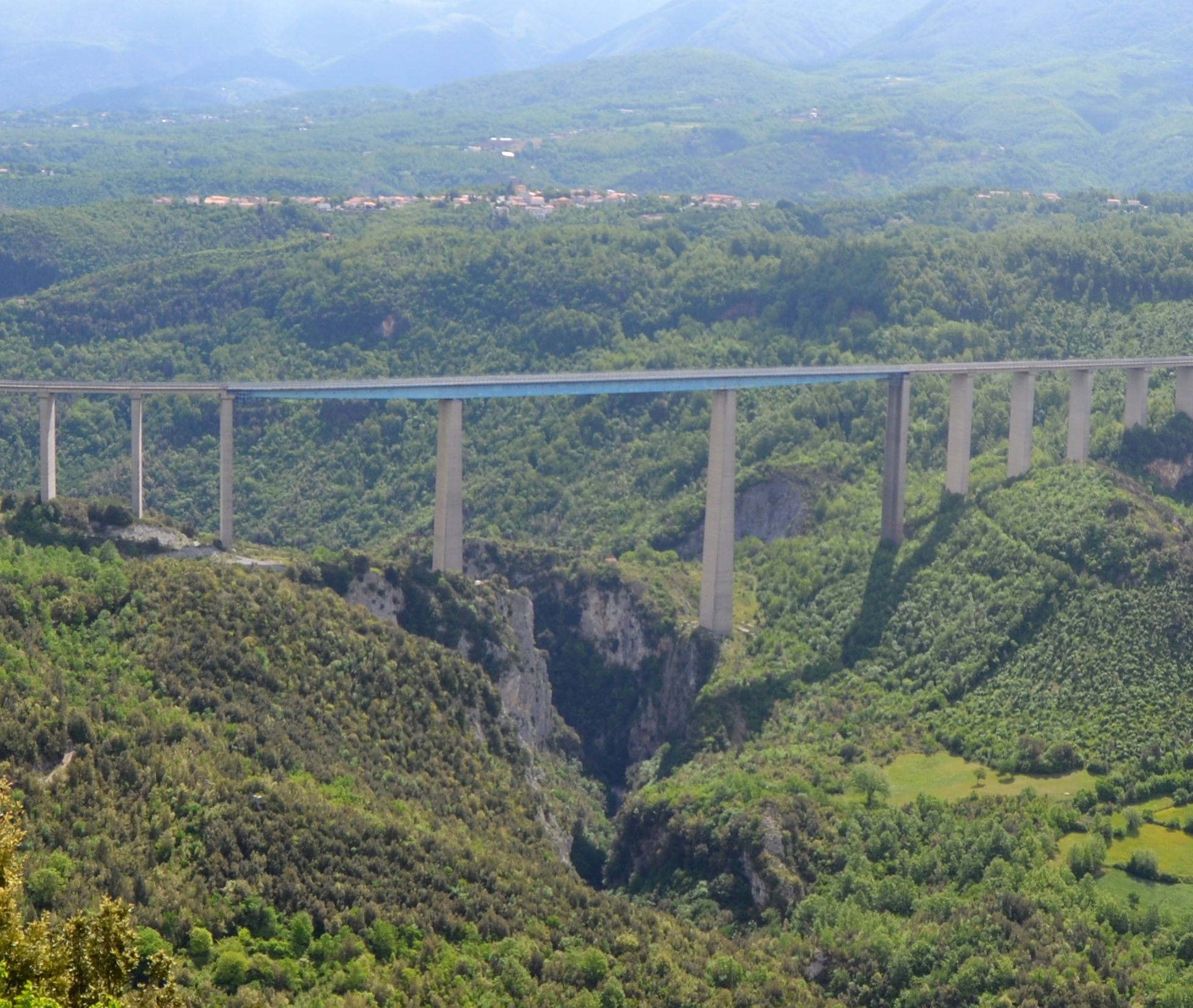
Viadotto Italia dell' Autostrada A2 SA-RC (1966-1969)
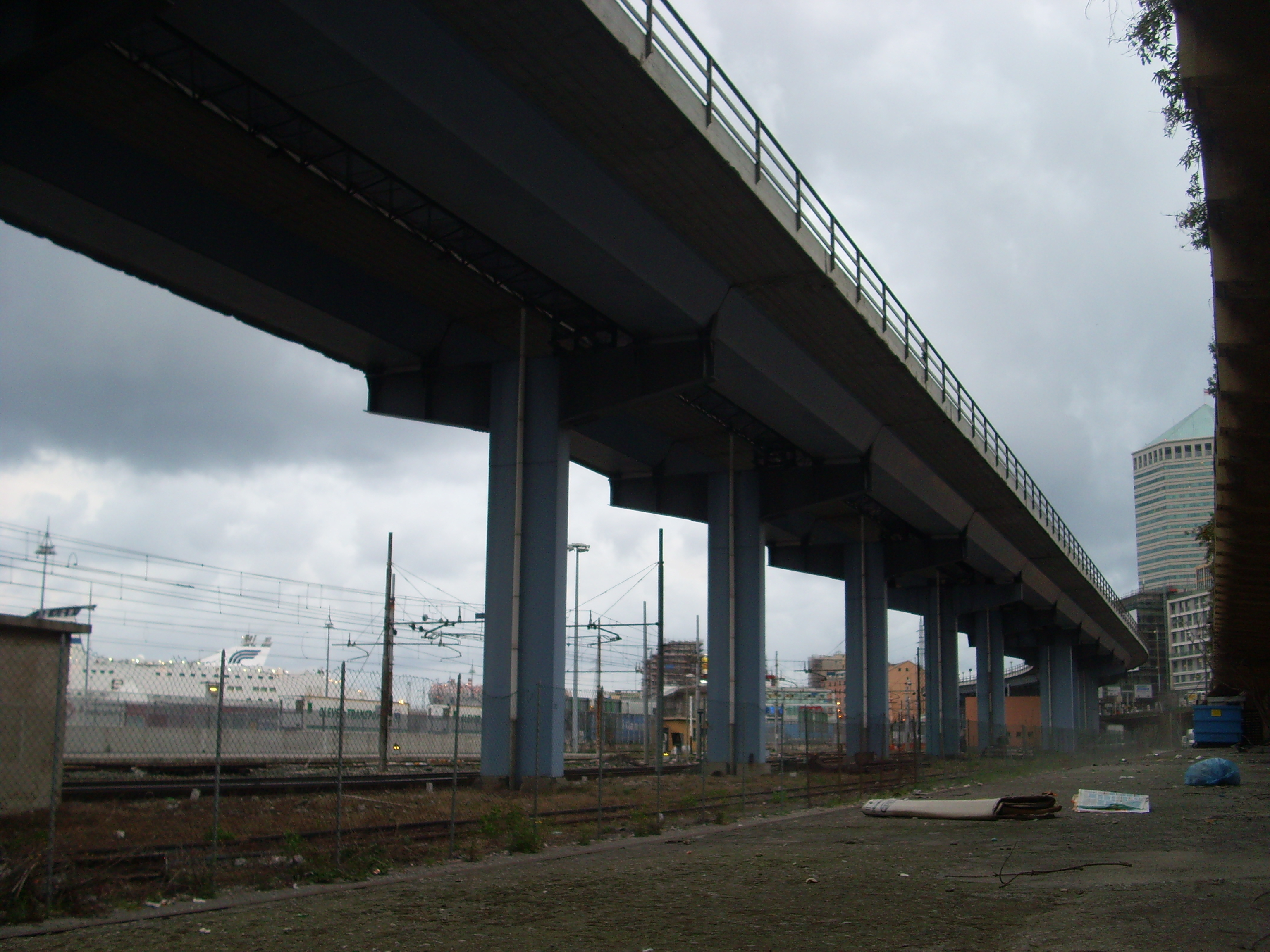
Sopraelevata Aldo Moro (1963-1965)
Viadotto San Lorenzo a Roma (1969-1972)
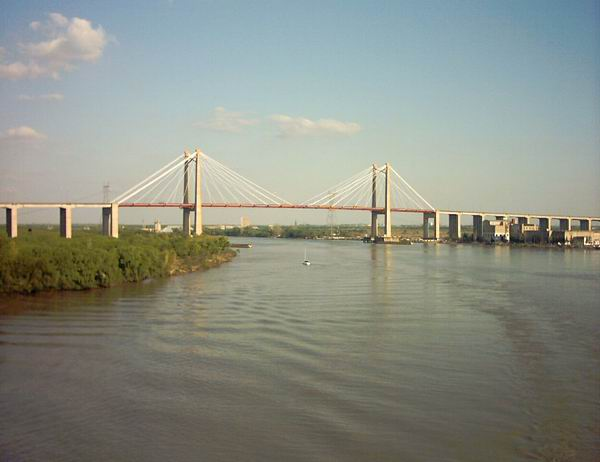
Ponti Zárate Brazo Largo in Argentina (1970-1976)
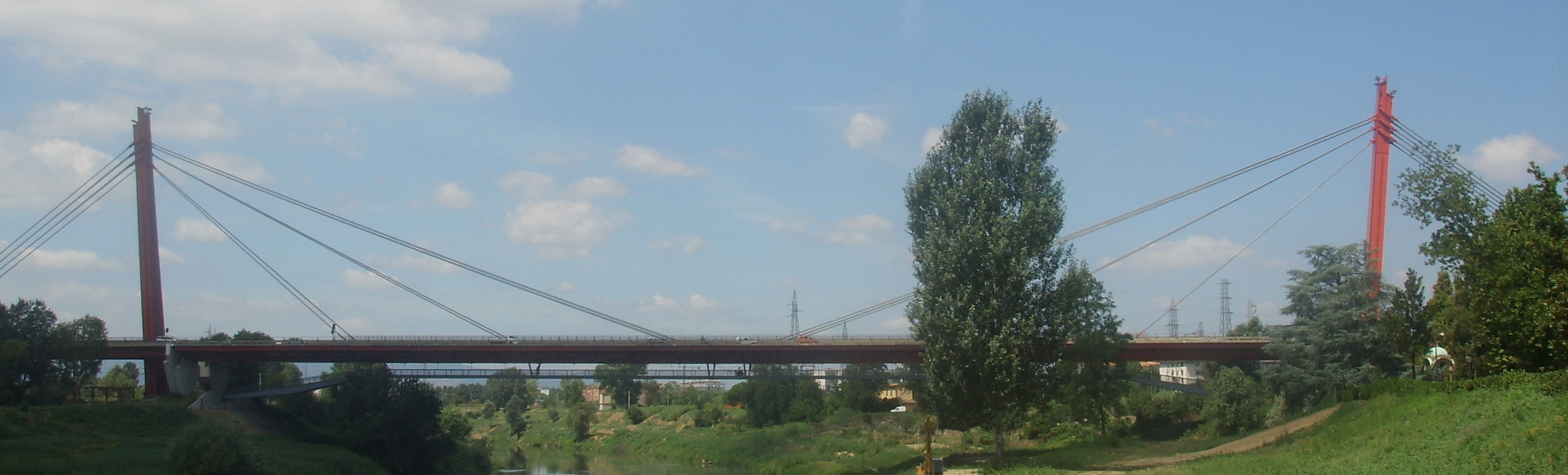
Ponte all'Indiano sul fiume Arno a Firenze (1972-1978)
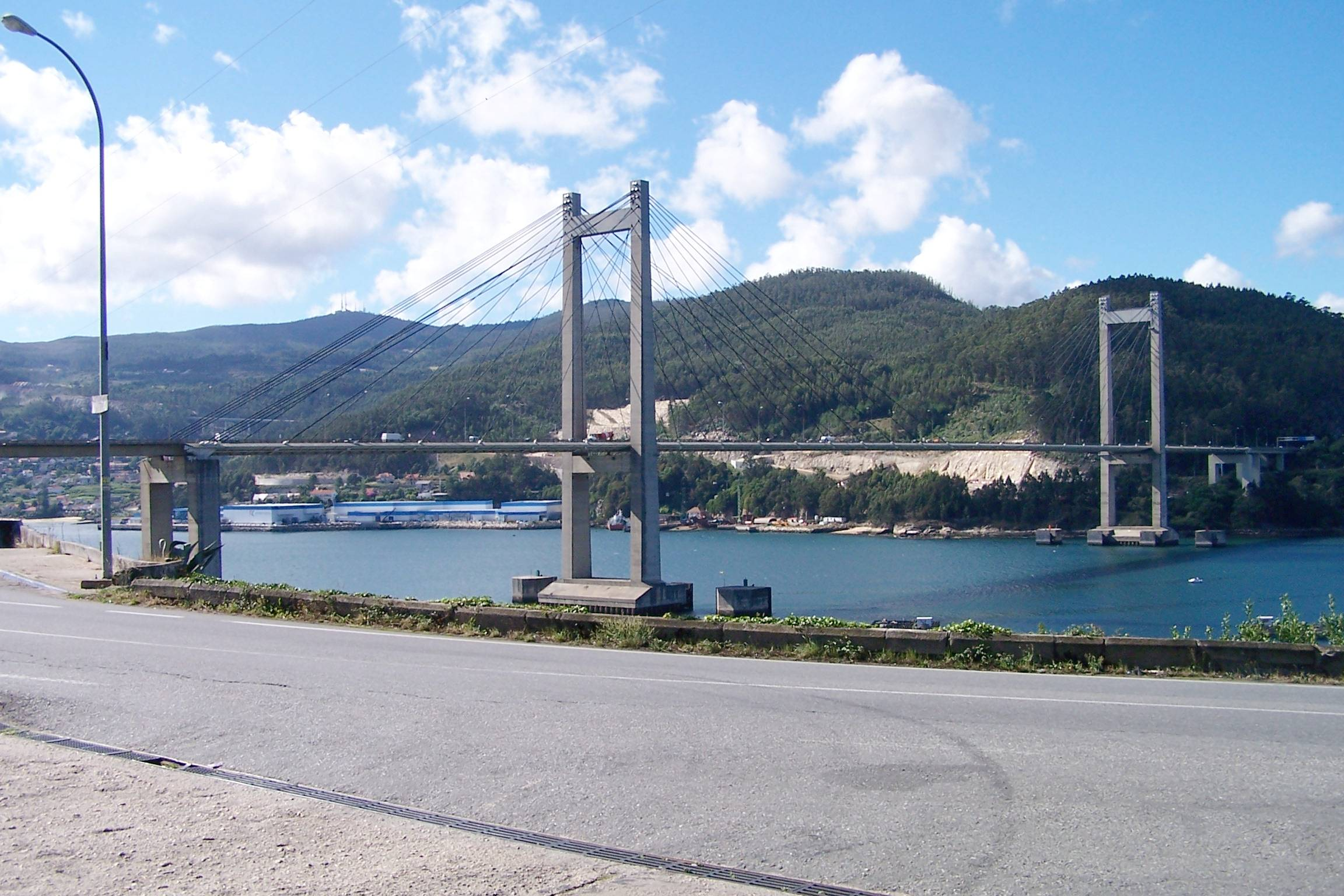
Ponte sullo stretto di Rande presso Vigo in Spagna (1973-1977)
Progetto del Ponte stradale e ferroviario sul fiume Adda tra Paderno (CO) e Calusco (BG) (1979)

### Fonti, Monografie, Interviste
- I. Doniselli, Fabrizio De Miranda: ponti e strutture, in Costruzioni Metalliche, n° 5, 1994.
- D. De Nardi, Fabrizio de Miranda. L'ingegnere e gli architetti, Intervista in Acciaio Arte Architettura N. 8/2001, pp. 100-108.
- Studio De Miranda Associati, Fabrizio de Miranda, raccolta delle pubblicazioni dal 1951 al 2004, Milano, 3 volumi, 2004.
- G. Meneghini, Fabrizio De Miranda nella storia dei ponti in acciaio, tesi di laurea, relatore Enzo Siviero, correlatore Stefania Casucci. - 1999. - 2 v. : ill. ; 30 cm; Istituto universitario di architettura di Venezia. Biblioteca Centrale IUAV TESI 1999 131-32.
- M. Zordan, Il contributo di Fabrizio de Miranda alla costruzione metallica del secondo novecento in Italia, in Rassegna di Architettura e Urbanistica n. 121/122, pp. 149–158, Università degli studi "La Sapienza", Roma 2007.
- G. Capurso e P. Fermetti (a cura di), Fabrizio de Miranda, in "Rassegna di Architettura e Urbanistica", n. 121/122, p. 165, Università degli Studi "La Sapienza", Roma 2007.
- Centro Studi del Consiglio Nazionale degli Ingegneri, (a cura di), Fabrizio de Miranda, in L'ingegneria dei ponti del Novecento, Catalogo della Mostra itinerante del 2006, pp. 42–43, Gangemi Editore, Roma 2006.
- Dossier Lombardia del Giornale, Ponti che sfidano il tempo e lo spazio Archiviato il 4 marzo 2016 in Internet Archive., settembre 2008.
- I. Paoletti, Studio De Miranda Associati: cinquant'anni di progetti in acciaio - Intervista al prof. Fabrizio De Miranda Archiviato il 4 marzo 2016 in Internet Archive., in Costruzioni Metalliche n. 1/2009.
- R. Rosa, Fabrizio de Miranda, sessant'anni di esperienza nella progettazione e costruzione di ponti e strutture, intervista a cura dell'ing. Raffaele Rosa in occasione del Convegno presso l'Ordine degli Ingegneri della Provincia di Potenza - Fondazione degli Ingegneri della Provincia di Potenza, Potenza 20 novembre 2010, Studio de Miranda Associati, Milano 2011.
- F. Mattei, I ponti di Fabrizio de Miranda, in La concezione strutturale: ingegneria e architettura in Italia negli anni'50 e '60, a cura di P. Desideri, A. De Magistris, C. Olmo, M. Pogacnik, S.Sorace, Allemandi, Torino 2013, pp. 265–276.

### Articoli su opere
- P.C. Santini, Il ponte dell'indiano a Firenze, "Ottagono", n. 52, 1979
- R. Airoldi, Il concorso per il nuovo ponte sull'Adda a Paderno, in Casabella, n° 469, 1981, pp. 17–25
- L. Andreini, Ponte all'Indiano a Firenze, in Rassegna di Architettura e Urbanistica, n. 117, pp. 127–134, Università degli Studi "La Sapienza", Roma 2005.
- D. De Nardi, Fabrizio De Miranda, Angelo Villa, Lodovico Tramontin. Il padiglione centrale della fiera di Pordenone, Ed. Il Poligrafo (collana Territori dell'architettura. Opere), 2006, ISBN 88-7115-511-4.

### Citazioni scelte
- ANCE, L'industria delle costruzioni, numero speciale: Attraversamento dello Stretto di Messina, n. 22, marzo-aprile 1971, sono pubblicati i progetti ritenuti meritevoli del primo premio nel "Concorso internazionale di idee per un attraversamento stabile viario e ferroviario fra la Sicilia e il Continente", indetto il 18 maggio 1969 dall'ANAS e dalle Ferrovie dello Stato
- Vittorio Zignoli, Costruzioni Metalliche, U.T.E.T. Torino 1976, numerose pagg.
- Niels J. Gimsing, Cable supported bridges: concept and design, 2nd Ed., New York, 1997, ISBN 0-471-96939-7, 9780471969396, pp. 48.51
- René Walther, Cable stayed bridges, 2nd Ed., Thomas Telford, 1999, ISBN 0-7277-2773-7, 9780727727732, pp. 19.74
- Leonardo Fernández Troyano, Bridge engineering: a global perspective, Colegio de Ingenieros de Caminos, Canales y Puertos, 2003, pp. 54.597.615.664
- S. Dobričič ed E. Siviero (a cura di), De pontibus - un manuale per la costruzione dei ponti, pp. 294–319, Il Sole 24 Ore, Milano 2008.
- J. A. Jurado, S. Hernandez, F. Nieto & A. Masquera, Bridge Aeroelasticity, Sensivity Analysis and Optimal Design, pag. 31, WIT Press, U.S.A., 2011, ISBN 978-1-84564-056-9.